# مسابقات قهرمانی کشتی آسیا ۱۹۸۱
کشتی قهرمانی آسیا ۱۹۸۱ دومین دوره از رقابت‌های قهرمانی آسیا می‌باشد که از ۱ تا ۴ دسامبر ۱۹۸۱ در لاهور، پاکستان برگزار گردید.

## جدول مدال‌ها
| رتبه           | کشور           | طلا | نقره | برنز | مجموع |
| -------------- | -------------- | --- | ---- | ---- | ----- |
| ۱              | ایران          | ۸   | ۱    | ۱    | ۱۰    |
| ۲              | ژاپن           | ۲   | ۴    | ۱    | ۷     |
| ۳              | هند            | ۰   | ۳    | ۶    | ۹     |
| ۴              | عراق           | ۰   | ۱    | ۱    | ۲     |
| ۴              | پاکستان        | ۰   | ۱    | ۱    | ۲     |
| مجموع (۵ کشور) | مجموع (۵ کشور) | ۱۰  | ۱۰   | ۱۰   | ۳۰    |

## رده‌بندی تیمی
| رتبه | آزاد مردان | آزاد مردان |
| رتبه | تیم        | امتیازات   |
| ---- | ---------- | ---------- |
| ۱    | ایران      | ۵۷         |
| ۲    | ژاپن       | ۳۹         |
| ۳    | هند        | ۳۹         |
| ۴    | پاکستان    | ۲۶         |
| ۵    | عراق       | ۱۵         |

## خلاصه مدال‌ها

### آزاد مردان
| رویداد  | طلا                        | نقره                     | برنز                          |
| ۴۸ ک‌گ   | یعقوب نجفی جویباری · ایران | Sohail Rashid · پاکستان  | Ram Pal · هند                 |
| ۵۲ ک‌گ   | Toshio Asakura · ژاپن      | Mahabir Singh · هند      | محمد بزم‌آور · ایران           |
| ۵۷ ک‌گ   | سید رسول حسینی · ایران     | Ashok Kumar · هند        | Tatsuya Takita · ژاپن         |
| ۶۲ ک‌گ   | Ahmad Rezaei · ایران       | Hiroshi Kaneko · ژاپن    | Gian Singh · هند              |
| ۶۸ ک‌گ   | Hassan Hamidi · ایران      | Masakazu Kamimura · ژاپن | Om Singh · هند                |
| ۷۴ ک‌گ   | محمدحسین محبی · ایران      | Ali Hussein · عراق       | Rajinder Singh · هند          |
| ۸۲ ک‌گ   | Akira Ota · ژاپن           | جبار مهدیون · ایران      | Jagdish Kumar · هند           |
| ۹۰ ک‌گ   | محمدحسن محبی · ایران       | Osamu Asano · ژاپن       | Kartar Singh · هند            |
| ۱۰۰ ک‌گ  | هاشم کلاهی · ایران         | Satpal Singh · هند       | Muhammad Salahuddin · پاکستان |
| ۱۰۰+ ک‌گ | علیرضا سلیمانی · ایران     | Hisakazu Tabata · ژاپن   | Nasir Hussein · عراق          |